# Ramón Ramírez
Jesús Ramón Ramírez Ceceña, född 5 december 1969 i Tepic, är en mexikansk före detta fotbollsspelare. Han är en av spelarna som gjort flest landskamper för Mexikos landslag, och var med och vann FIFA Confederations Cup 1999.